# Margit Markó-Nemesházi
Margit Markó-Nemesházi, madžarska atletinja, * 13. oktober 1943, Budimpešta, Madžarska.
Nastopila je na poletnih olimpijskih igrah v letih 1964 in 1968, leta 1964 je dosegla sedmo mesto v štafeti 4x100 m in uvrstitev v polfinale teka na 100 m. Na evropskih dvoranskih prvenstvih je osvojila prva naslova prvakinje v teku na 60 m v letih 1966 in 1967. 